# Georg Stern (Architekt, 1820)
Georg Stern (* 1. Dezember 1820 in Schwerin; † 9. Juli 1876 in Neapel) war ein deutscher Architekt, Lehrbeauftragter, Bibliothekar und Archivar sowie Kunstsammler und Stifter.

## Leben
Georg Stern absolvierte das Schweriner Gymnasium und besuchte anschließend in Berlin die dortige Bauschule. Der später von Fachkollegen als „[…] tüchtiger Baumeister“ Bezeichnete beschäftigte sich dann sein Leben lang mit der Kunst und vor allem mit der Baukunst, bekleidete allerdings nie ein Staatsamt, sondern wirkte stets als freier Architekt.
Stern erwarb sich in seiner Heimatstadt „[…] große Verdienste“ während langjähriger ehrenamtlicher Aktivitäten in verschiedenen gemeinnützigen Institutionen. Vor allem engagierte er sich viele Jahre beispielsweise als Mitglied im Verein für Künstler und Kunstfreunde zu Schwerin, unterrichtete zahlreiche Schüler an der Schweriner Gewerbeschule.
Zudem arbeitete Georg Stern als Lehrer an der Grüder'schen Baugewerkschule, der von dem Maurermeister und ihrem ersten Direktor Heinrich Grüder am  1. November 1865 eröffneten Bildungseinrichtung. Einer der dortigen Schüler Sterns war der spätere Privatbaumeister Rudolph Speer (1849–1893).
Georg Stern war außerdem ein Vierteljahrhundert lang Bibliothekar der städtischen Bibliothek, deren Ausbau er maßgeblich beeinflusste.
Am 25. November 1851 trat Georg Stern dem Verein für Mecklenburgische Geschichte und Altertumskunde bei, in dem er nach dem Tod des Archivregistrators Glöckler im Jahr 1861 die Aufsicht über die von Glöckler gegründete Bildersammlung übernahm. Stern schenkte dem Verein zudem mehrere wertvolle Altertümer.
Georg Stern starb im Alter von 56 Jahren in Neapel durch einen Schlaganfall während einer Studienreise zur Kunst durch Italien. Noch in seinem Todesjahr 1876 gelangte die Privatbibliothek des Schweriner Architekten in die Sammlung der heutigen Landesbibliothek Mecklenburg-Vorpommern.